# Leninbund
Der Leninbund (auch Lenin-Bund oder Leninbund (Linke Kommunisten)) war eine kommunistische Partei in Deutschland.

## Geschichte
Der Leninbund konstituierte sich Anfang April 1928, seine (zunächst ca. 6000) Mitglieder waren im Wesentlichen ehemalige KPD-Mitglieder, die nach der Verdrängung des „ultralinken“ und linken Flügels durch die Führung unter Ernst Thälmann aus verantwortlichen Positionen aus der Partei ausgeschlossen wurden oder austraten.
Darunter befanden sich mehrere Reichstags- und Landtagsabgeordnete (die im Reichstag und im Preußischen Landtag unter dem Namen Linke Kommunisten agierten) und andere prominente Parteimitglieder wie Ruth Fischer, Arkadi Maslow, Werner Scholem, Paul Schlecht, Hugo Urbahns und Guido Heym. Die Gründungsmitglieder solidarisierten sich mit den Positionen der Vereinigten Opposition um Trotzki und Sinowjew in der Sowjetunion und kritisierten verschiedene Aspekte der Komintern- und KPdSU-Politik (zum Beispiel die „Sozialismus-in-einem-Land-Linie“ Stalins und das Bündnis mit der Kuomintang in China) als Rechtsabweichung.
Vor der Reichstagswahl 1928 kam es zur ersten größeren Abspaltung, als bis auf Hugo Urbahns (der den Leninbund bis zu dessen Ende führte) alle prominenten Politiker (u. a. infolge der Kapitulation Sinowjews und Kamenews oder aus Kritik an der als verfrüht angesehenen Wahlteilnahme) die Organisation verließen, das Wahlergebnis von 0,26 % bzw. 80.230 Stimmen war dementsprechend enttäuschend. Der langsame, aber stetige Zerfallsprozess war nun, zumal die KPD ab 1928 im Rahmen der ultralinken Dritte-Periode-Politik den Leninbund verbal links überholte, nicht mehr zu stoppen. So traten einzelne Mitglieder wie Fritz Schimanski auch wieder der KPD bei, andere wie Guido Heym schlossen sich der SPD an, so dass der Leninbund auf zunächst ca. 1000 Mitglieder zusammenschrumpfte. Bedeutsam blieb der Leninbund lediglich auf kommunaler Ebene, wo er z. B. in Dortmund, Neu-Isenburg, Brunsbüttelkoog und einigen brandenburgischen Städten wie Bernau und Rathenow auch in Kommunalparlamenten vertreten war. Im Rheinland und in Berlin trat ein Teil der Anhänger von Karl Korsch nach der formellen Auflösung ihrer eigenen Strukturen der Organisation bei; 1930 spaltete sich hingegen der genuin trotzkistische Flügel um Anton Grylewicz nach Kontroversen über die Frage der Reformierbarkeit von KPD und Komintern und über den Charakter der sowjetischen Außenpolitik ab und konstituierte sich als Linke Opposition der KPD, was aber dem Bezug des Leninbundes auf theoretische Positionen Trotzkis keinen Abbruch tat. Früh die Gefahr für die Arbeiterbewegung durch die anwachsende NSDAP erkennend, war der Leninbund ab 1930 an diversen Versuchen beteiligt, eine Einheitsfront der Arbeiterparteien SPD und KPD gegen den Faschismus aufzubauen, was zumeist aber nur zu einer intensivierten Kooperation mit anderen linken Kleinorganisationen wie der KPO und der SAPD führte.
Nachdem die Presse des Leninbundes (die Zeitung Volkswille, welche 1928 anfänglich täglich, 1928 bis 1930 dreimal wöchentlich, 1930 bis 1932 wöchentlich und bis zum endgültigen Verbot vierzehntäglich erschien, und das theoretische Organ Fahne des Kommunismus, vierzehntäglich) 1932 schon mehrmals verboten worden war, musste die Organisation 1933 nach dem Reichstagsbrand in den Untergrund gehen. Anders als anderen linken Kleinorganisationen gelang es dem Leninbund jedoch nicht, eine funktionierende Auslandsleitung (eine Exilgruppe um Hugo Urbahns bestand in Stockholm) oder zentralisierte illegale Strukturen aufzubauen. Widerstandsgruppen aus dem Bereich des Leninbundes waren unter anderem in Hamburg, Thüringen oder im Ruhrgebiet aktiv, häufig in Kooperation mit anderen linken Organisationen. Nach Kriegsausbruch 1939 verloren sich deren Spuren.